# Rousskoe slovo (revue)
Pour les articles homonymes, voir Rousskoe slovo (journal).
Rousskoïe slovo (en russe : Ру́сское сло́во, signifiant : le mot russe) est le nom d'une revue mensuelle de littérature de Saint-Pétersbourg, éditée de 1859 à 1866, par le comte Grigori Kouchelev-Bezborodko.
La rédaction en est confiée, au début, à Iakov Polonski et Apollon Grigoriev, mais très rapidement c'est А. Khmelintski qui les remplace. 
La revue est composée d'articles spécialisés tout à fait estimables (de la plume de Fiodor Bouslaïev, Nicolas Kostomarov et d'autres encore), mais qui n'attirent pas un public nombreux. Au milieu des années  1860, le comte Kouchelev invite Grigori Blagosvetlov à devenir le rédacteur de la revue; la même année débute la collaboration à la revue de Dmitri Pissarev, et elle prend alors une orientation tout à fait déterminante pour l'avenir. 
Pour avoir publié Pauvre pensée russe de Dmitri Pissarev en 1862 Rousskoïe slovo est interdit de publication pour six mois (en même temps que Le Contemporain). Kouchelev à cette époque se sentait las de la compagnie des écrivains et il offre sa revue à Blagosvetlov. Ce cadeau du comte lui est reproché encore quelques années plus tard lors des polémiques avec Le Contemporain. C'est Blagosvetlov pourtant qui va assurer le succès de la revue. Il lui apporte ce type particulier de radicalisme qui rend Rousskoïe slovo différent de la revue Le Contemporain. 
Elle devient l'interprète, avec Blagosvetlov, du mouvement des années 1860. Il y avait deux tendances dans ce mouvement : l'une profonde, dont les représentants sont Nikolaï Tchernychevski et Nikolaï Dobrolioubov, l'autre plus en surface qui apparaît comme un nihilisme, avec sa dureté qui rejette tout ce qui est vieux simplement  parce que c'est vieux. 
Les figures principales de Rousskoïe slavo sont Pissarev, Varfolomeï Zaïtsev, Nikolaï Sokolov (1835-1889) (pour ce dernier dans la première moitié des années 1860).
Pour la pensée littéraire, le Rousskoïe slovo, présentait peu d'intérêt à l'exception des articles mordants de Pissarev, de Zaitsev et Sokolov, en partie aussi de ceux de  Nikolaï Chelgounov et d'Athanase Chtchapov. On peut encore citer parmi les participants actifs à la revue pour des courts récits, entre autres : Marko Vovtchok, Nicolas Pomialovski, Gleb Ouspenski, Dmitri Minaev. 
Après l'attentat de Dmitri Karakozov en 1866 le Rousskoïe slovo, en même temps que Le Contemporain, sont interdits de publication par ordre impérial.